# Gewinghauser Bachtal
Das Gewinghauser Bachtal (auch Gewinghausener Bachtal) ist ein Naturschutzgebiet mit einer Größe von etwa 14,9 ha in der zum Kreis Herford gehörenden Stadt Bünde. Namensgebend für das mit der Nummer HF-023 geführte Gebiet ist der Gewinghauser Bach. 

## Flora und Fauna
Das Gebiet schützt ein gut ausgeprägtes Sieksystem wie es für das Ravensberger Hügelland typisch ist, insbesondere naturnah ausgeprägten Laubwald, Feuchtwiesen und Feuchtweiden, Hochstaudenfluren, Röhricht und Seggenrieder, sowie die Lebensgemeinschaften an und in Fließ- und Stillgewässern.